# Proctotrupes bistriatus
Proctotrupes bistriatus is een vliesvleugelig insect uit de familie van de Proctotrupidae. De wetenschappelijke naam van de soort is voor het eerst geldig gepubliceerd in 1882 door Moeller.